# Remo Squillantini
Remo Squillantini (Stia, 20 novembre 1920 – Firenze, 6 agosto 1996) è stato un pittore italiano.

## Biografia
Dopo essersi dedicato all'attività di illustratore che lo ha visto impegnato con editori italiani e stranieri, a partire dal 1970 si è dedicato esclusivamente alla pittura, elaborando una galleria di personaggi intenti nei riti della quotidianità e di cui evidenzia vizi, abitudini, debolezze e conformismi. 
Paolo Levi cita uno scritto su Squillantini di Mino Maccari il quale afferma anche che i protagonisti dei dipinti di Squillantini "sono i degni eredi dei personaggi di Giuseppe Giusti, per non risalire fino a Giovenale".

## Opere
Sue opere sono conservate in alcune collezioni pubbliche italiane.